# Earias waterstoni
Earias waterstoni is een vlinder uit de familie visstaartjes (Nolidae). De wetenschappelijke naam van deze soort is voor het eerst geldig gepubliceerd in 1947 door Wiltshire.
De soort komt voor in tropisch Afrika.